# Otomys angoniensis
Otomys angoniensis és una espècie de mamífer rosegador de la família dels múrids. Viu a Angola, Botswana, Kenya, Malawi, Moçambic, Namíbia, Ruanda, Sud-àfrica, Eswatini, Tanzània, Zàmbia i Zimbàbue. Els seus hàbitats naturals són els herbassars de sabana ben irrigats, els herbassars estacionalment inundats i les zones humides. És una espècie en risc mínim, és a dir, no sembla que hi hagi cap amenaça significativa per a la seva supervivència.